# Titlis
Titlis är ett berg i Schweiz.   Det ligger i kantonen Obwalden, i den centrala delen av landet, 80 km öster om huvudstaden Bern. Toppen på Titlis är 3 238 meter över havet, eller 1 132 meter över den omgivande terrängen. Bredden vid basen är 25,4 km.
Terrängen runt Titlis är huvudsakligen mycket bergig. Närmaste större samhälle är Engelberg, 6,1 km nordväst om Titlis. 
Trakten runt Titlis består i huvudsak av gräsmarker. Runt Titlis är det mycket glesbefolkat, med 3 invånare per kvadratkilometer.